# Pseudechinolaena
Pseudechinolaen és un gènere de plantes de la família de les poàcies, ordre de les poals, subclasse de les commelínides, classe de les liliòpsides, divisió dels magnoliofitins.
L'espècie es troba distribuïda en els tròpics de tot el món. En les referències consultades no es va trobar una indicació fonamentada de l'origen geogràfic de l'espècie. Els parents més propers es coneixen de l'illa de Madagascar. A Mèxic, s'ha registrat a Chiapas, Hidalgo, Oaxaca, Pobla, Tabasco i Veracruz (Dávila et al., 2006; Villaseñor i Espinosa, 1998).
L'espècie es troba distribuïda en els tròpics de tot el món. La distribució per tipus de zones bioclimàtiques són en un bosc mesòfil o la selva alta perennifolia. Les podem trobar en matolls, pastures i plantacions de cafè i cacau.

## Taxonomia
- Perulifera madagascariensis